# بخش نمشیر
بخش نمشیر یکی از بخش‌های شهرستان بانه در استان کردستان در غرب ایران است.

## تقسیمات کشوری
- بخش نمشیر
  - دهستان کانی سور
  - دهستان نمه شیر
  - دهستان بوالحسن
  - دهستان آلوت

شهر: کانی‌سور

## جمعیت
بنابر سرشماری مرکز آمار ایران، جمعیت بخش نمشیر شهرستان بانه در سال ۱۳۸۵ برابر با ۱۹۲۱۶ نفر بوده است.